# فهرست پرچم‌های دانمارک

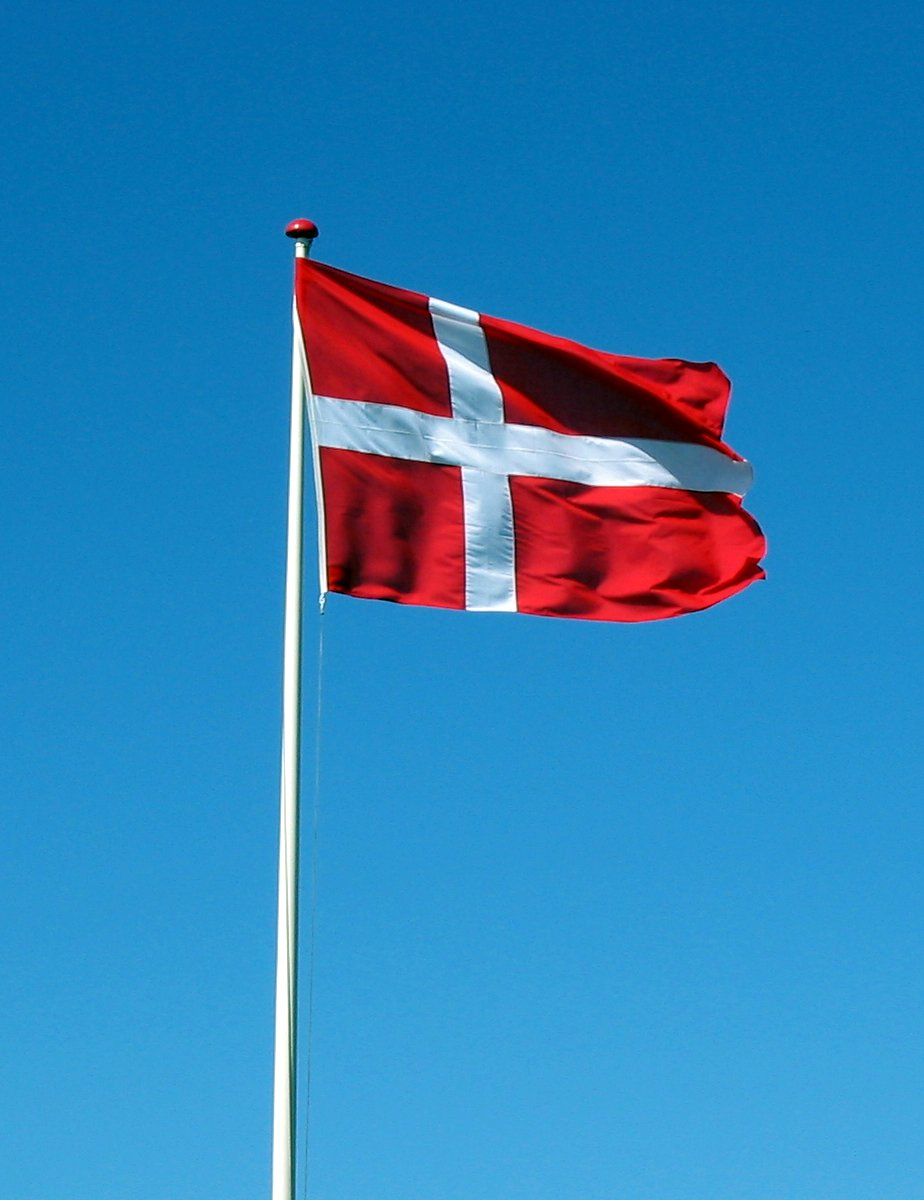
Dannebrog پرچم ملی دانمارکی باشد.

در زیر لیستی از پرچم‌های دانمارک قرار دارد.

## پرچم ملی و پرچم ایالتی
| پرچم | تاریخ             | استفاده کنید           | شرح                                              |
| ---- | ----------------- | ---------------------- | ------------------------------------------------ |
|      | (۱۲۱۹) - حال حاضر | پرچم ملی و مجموعه مدنی | ابعاد: ۶:۲:۹ به صورت افقی و ۶:۲:۶ به صورت عمودی. |
|      | ؟ -حال حاضر       | پرچم دولت              |                                                  |

## تاریخچه
| پرچم | تاریخ         | استفاده کنید                                                                                     | شرح                                                                               |
| ---- | ------------- | ------------------------------------------------------------------------------------------------ | --------------------------------------------------------------------------------- |
|      | حدود سال ۱۳۰۰ | بنر ایالتی پادشاه دانمارک همان‌طور که در آرماتور Gelre نشان داده شده‌است، اولین نسخه از Dannebrog. | این طرح در گذشته به کار می‌رفته، ولی اکنون منسوخ شده است                           |
|      | حدود سال ۱۳۰۰ | پرچم سلطنتی                                                                                      | پرچم زرد رنگ اسلحه پادشاه دانمارک را به تصویر می‌کشد. سه شیر تاجدار با تعدادی قلب. |

## پرچم‌های سلطنتی
| پرچم | تاریخ          | استفاده کنید                                                   | شرح |
| ---- | -------------- | -------------------------------------------------------------- | --- |
|      | ۱۹۷۲ —حال حاضر | استاندارد پادشاهی در دانمارک، توسط ملکه مارگارت دوم استفاده شد | پرچم سلطنتی با نشان ملی سلطنتی بزرگتر (سلطنتی) |
|      | ۱۹۱۴ —حال حاضر | پرچم ولیعهد دانمارک                                            | پرچم سلطنتی با نشان کوچکتر (همچنین:نشان ملی). |
|      | ۱۹۱۴ —حال حاضر | پرچم مرجع موقت دانمارک (در عمل عضو کاخ سلطنتی)                 | پرچم سلطنتی با تاج سلطنتی (بالا)، یک عصای سلطنتی، شمشیر (به شکل مورب) و یک گوی (پایین) در مربع مرکزی قرار دارد.                                                                           |
|      | ؟ -حال حاضر    | استاندارد خانه سلطنتی (سایر اعضای خانواده سلطنتی)              | پرچم سلطنتی با تاج پادشاهی در مرکز مربع سفید. |
|      | ۱۹۷۲ —حال حاضر | پرچم سلطنتی پادشاه                                             | یک پرچم پنج ضلعی (یعنی یک مربع و یک مثلث با هم ترکیب شده). در بالابر یک مربع سفید با همان نشان پرچم سلطنتی، در حالت برفراشته، یک مثلث با دم پرستو شکل، یک مرکز قرمز با یک صلیب سفید.      |
|      | ؟ -حال حاضر    | پرچم سلطنتی                                                    | یک پرچم پنج ضلعی (یعنی یک مربع و یک مثلث با هم ترکیب شده). در بالابر یک مربع سفید با نشان کوچکتر (همان پرچم ولیعهد)، در حالت برفراشته، یک مثلث با دم پرستو، یک مرکز قرمز با یک صلیب سفید. |

## تاریخ پرچم‌های سلطنتی
| پرچم | تاریخ       | استفاده کنید                                   | شرح                                                                   |
| ---- | ----------- | ---------------------------------------------- | --------------------------------------------------------------------- |
|      | 1948-1972   | استاندارد پادشاهی دانمارک                      | پرچم سلطنتی دانمارک با نشان بزرگتر                                    |
|      | 1903-1948   | استاندارد پادشاهی دانمارک                      | پرچم سلطنتی دانمارک با نشان بزرگتر                                    |
|      | 1819-1903   | استاندارد پادشاهی دانمارک                      | پرچم سلطنتی دانمارک با نشان بزرگتر                                    |
|      | 1731-1819   | استاندارد پادشاهی دانمارک                      | پرچم سلطنتی دانمارک با نشان متوسط                                     |
|      | 2000 - 1948 | استاندارد پادشاهی برای ملکه اینگرید، مادر ملکه | این طرح در گذشته به کار می‌رفته، ولی اکنون منسوخ شده است               |
|      | 1972-2002   | پرچم پرنس هنریک دانمارک                        | پرچم پرنس هنریک.                                                      |
|      | 2002-2018   | پرچم پرنس هنریک دانمارک                        | پرچم سلطنتی با نشان شاهزاده هنریک، تاج شاهزاده جایگزین تاج سلطنتی شد. |

## پرچم‌های نظامی
| پرچم | تاریخ            | استفاده کنید                                      | شرح |
| ---- | ---------------- | ------------------------------------------------- | --- |
|      | <1580 — حال حاضر | ارتش سلطنتی دانمارک از پرچم ایالتی استفاده می‌کند. | |
|      | <1585 — حال حاضر | طراحی نیروی دریایی                                | مانند پرچم ایالتی اما نیروی دریایی پادشاهی دانمارک از پرچم‌هایی با رنگ تیره‌تر از پرچم‌های ملی و ایالتی استفاده می‌کند. |
|      | ؟ -حال حاضر      | پرچم وزارت دفاع.                                  | پرچم ایالتی با لنگر تاج دار با میله و طناب / زنجیره ای.                                                             |
|      | ؟ -حال حاضر      | پرچم کارمندان رئیس دفاع.                          | پرچم ایالتی با دو خط عمود برهم سفید با نماد در قسمت اول.                                                            |
|      | ؟ -حال حاضر      | رتبه‌بندی پرچم یک دریاسالار                        | |
|      | ؟ -حال حاضر      | رتبه‌بندی پرچم یک معاون دریاسالار                  | |
|      | ؟ -حال حاضر      | رتبه‌بندی پرچم یک دریاسالار یکم                    | |
|      | ؟ -حال حاضر      | رتبه‌بندی پرچم برای دریانوردی شناور                | |
|      | ؟ -حال حاضر      | رئیس پرچم اسکادران                                | |
|      | ؟ -حال حاضر      | پرچم افسر ارشد افلات                              | |
|      | ۲۰۱۹ —حال حاضر   | رنگ هنگ توپخانه دانمارک                           | |
|      | ۱۹۹۷ - حال حاضر  | رنگهای هنگ مهندسی                                 | |
|      | ۲۰۰۱ — حال حاضر  | رنگ و استاندارد نگهبان هنگار                      | |
|      | ۲۰۱۹ — حال حاضر  | رنگ‌های وزارت اطلاعات                              | |
|      | ۱۹۷۲ — حال حاضر  | استاندارد جگ لند دراگون                           | |
|      | ۱۹۷۲ — حال حاضر  | رنگهای نگهبان سلطنتی                              | |
|      | ۲۰۱۹ — حال حاضر  | رنگ هنگ پیاده‌نظام                                 | |
|      | ۲۰۱۹ — حال حاضر  | رنگهای سیگنال (فرماندهی زمان جنگ)                 | |
|      | ۱۹۹۰ — حال حاضر  | رنگ‌های لجستیک                                     | |

## پرچمهای منطقه ای
برخی از مناطق در دانمارک دارای پرچم‌های غیررسمی هستند که در زیر ذکر شده‌است. پرچم‌های منطقه ای بونهولم و اری در حال استفاده فعال هستند. پرچم‌های دندسوسل (وندلبورگ) و پرچم یولند ("Den jyske fane") مبهم هستند. هیچ‌یک از این پرچم‌ها در دانمارک از حقوقی برخوردار نیستند و رسماً "پرچم‌های نمادین" تلقی می‌شوند. دانمارک از پرچم‌های رسمی و پرچم‌های منطقه ای (områdeflag) به رسمیت شناخته شده رسمی از سایر حوزه‌های قضایی است.
| پرچم | تاریخ            | استفاده کنید                | شرح |
| ---- | ---------------- | --------------------------- | --- |
|      | دهه ۱۹۷۰ - ارائه | پرچم غیررسمی برنهلم         | پرچم صلیب شمالی به رنگ قرمز و سبز. همچنین در نسخه ای با رنگ سفید صلیب سبز به سبکی شبیه به طراحی پرچم نروژ شناخته شده‌است.                                              |
|      | ۱۶۳۳ — ارائه     | پرچم غیررسمی اقو            | سه رنگ به رنگ زرد، سبز و قرمز بسیار شبیه پرچم لیتوانی است. تفسیر مکرر این است که رنگها نمایانگر پادشاهان دانمارک (قرمز)، دوکهای شلسویگ (زرد) و خود جزایر (سبز) هستند. |
|      | ۱۹۷۶ - ارائه     | پرچم غیررسمی وندسوسل        | پرچم صلیب شمالی به رنگ‌های آبی، نارنجی و سبز. طراحی شده توسط مگنز بووهج.                                                                                               |
|      | ۱۹۷۵ - ارائه     | پرچم غیررسمی جوتلند (یولند) | یک پرچم صلیب شمالی به رنگ‌های آبی، سبز و قرمز. در سال ۱۹۷۵ توسط پر کرامر طراحی شده‌است.                                                                                 |

## پرچمهای نهادهای خودمختار
| پرچم | تاریخ           | استفاده کنید    | شرح |
| ---- | --------------- | --------------- | --- |
|      | ۱۹۸۵ - حال حاضر | پرچم گرینلند    | دو باند افقی مساوی از سفید (بالا) و قرمز با یک دیسک بزرگ کمی به سمت بالابر مرکز. نیمه بالایی دیسک قرمز، نیمه پایینی آن سفید است |
|      | ۱۹۴۸ - حال حاضر | پرچم جزایر فارو | یک صلیب نوردیک قرمز، که در سمت چپ جبران می‌شود. صلیب سرخ با یک مرز لاجوردی-آبی احاطه شده و در یک میدان سفید قرار گرفته‌است        |

## پرچم شرکتهای دولتی
| پرچم | تاریخ   | استفاده کنید         | شرح                             |
| ---- | ------- | -------------------- | ------------------------------- |
|      | ؟ -حاضر | پست دانمارک          | پرچم ایالتی با آرم Post Danmark |
|      | ؟ -حاضر | راه‌آهن دولتی دانمارک | پرچم دولت با آرم DSB            |